# Prisoner of Love (James Brown)
Prisoner of Love è il settimo album in studio del cantante statunitense James Brown, pubblicato nel 1963.

## Tracce
1. Prisoner of Love – 2:21
2. Waiting in Vain – 2:44
3. Again – 2:32
4. Lost Someone – 3:22
5. Bewildered – 2:26
6. So Long – 2:45
7. Signed, Sealed and Delivered – 2:41
8. Try Me – 2:32
9. (Can You) Feel It, Pt. 1 – 2:54
10. How Long Darling – 2:53
11. The Thing in "G" – 6:07